# Francis Ardant
Pour les articles homonymes, voir Ardant.
Félix d'André, dit Francis Ardant (1867-1946), est un officier militaire et écrivain français.

## Biographie
Né le 18 octobre 1867 à La Calmette, Félix d'André est diplômé de l'École spéciale militaire de Saint-Cyr.
Devenu officier, il signe plusieurs traités militaires. Après la Première Guerre mondiale, il prend le pseudonyme de « Francis Ardant » pour rédiger des poèmes et des pièces de théâtre, notamment L'Agonie des Incas.
Il meurt le 29 novembre 1946 dans sa ville de naissance.

## Ouvrages
- Sous les glycines : idylle rimée en 1 acte, Paris, Stock, 1899 (BNF 30025544).
- La Sœur d'Olaya : comédie héroïque en 2 actes, en vers, Paris, Stock, 1906 (BNF 31728454).
- La Mitrailleuse aviatrice, Paris, Chapelot, 1910 (BNF 31719857).
- Quatre batailles : Rivoli, Marengo, Austerlitz, Heilsberg, Paris, Berger-Levrault, 1913 (BNF 34081499).
- Guerre de 1914-1915 (préf. Pierre Cherfils), Paris, Berger-Levrault, 1915 (BNF 31719862).
- Guerre de 1914-1916 : la signalisation à portée de fusil dans le bataillon (préf. Pierre Cherfils), Paris, Berger-Levrault, 1916 (BNF 31719860).
- Avec Pierre Alvin, Manuel d'artillerie lourde, Paris, Charles-Lavauzelle, 1919 (BNF 31715282).
- En marge de la guerre : les cent sonnets de Montreux en vols de neuvaines, Paris, Crès, 1919 (BNF 31728453).
- Au lieutenant Emmanuel Contamine de Latour, Coulommiers, Brodard, 1926 (BNF 31728449).
- Le Dies Irae des Champs catalauniques : rhapsodie, Paris, Jouve et Cie, 1928 (BNF 31728451).
- Disparu ! : pièce en un acte, en vers, Paris, Jouve et Cie, 1928 (BNF 31728452).
- Au fil du rêve, Paris, Jouve et Cie, 1928 (BNF 31728448).
- Racine à Uzès : pièce en trois actes et une apothéose en vers, Paris, Jouve et Cie, 1928 (BNF 31728455).
- Tenir ! : triptyque : visions d'histoire (préf. Raymond Poincaré), Paris, Jouve et Cie, 1933 (BNF 31728458)